# گمینا چرمین (استان لهستان بزرگ‌تر)
گمینا چرمین (استان لهستان بزرگ‌تر) (به لهستانی:  Gmina Czermin) یک گمینا در لهستان است که در شهرستان پلشف واقع شده‌است. گمینا چرمین ۹۷٫۸۳ کیلومتر مربع مساحت و ۴٬۸۱۱ نفر جمعیت دارد.